# Honda SWEET MISSION
『Honda SWEET MISSON』（ホンダ・スウィート・ミッション）は、TOKYO FMをキーステーションにJFN系列局で放送されていたミニ番組。2005年4月1日放送開始で2009年3月31日終了。提供はHONDA。
なお、2009年4月1日からは『Honda Smile Mission』が放送されている。

## 放送時間
- 8:10 - 8:18 （2008年3月までは『クロノス』の1コーナーとして放送）
  - かつてはクロノスの前身である『SKY』や『Eyes on Japan』、『6Sense』の1コーナーとして放送されていた。
  - FMぐんま、radio CUBE FM三重では放送されておらず、栃木県のRADIO BERRYでは自社制作のワイド番組『B-UP!』内で放送される形をとる。

## 出演
- フローラン・ダバディー（2005年5月 - 2008年9月）
- パンツェッタ・ジローラモ（2005年5月 - 2007年3月、2008年10月 - ）
- セイン・カミュ（2005年6月 - 2005年12月）
- KONISHIKI（2006年6月 - 2006年7月、ダバディーがドイツでワールドカップ取材を行っていた為）
- SHEILA（2007年4月 - ）
- 七尾藍佳（Eyes on Japanパーソナリティー、何度か出演）

## 放送内容
- 私立探偵事務所「フラワーカンパニー」の"ボス"からのミッションとして、世界中の働く女性のレポートをする番組。担当者は「チーフ」と呼ばれ、海外在住の「スペシャルエージェント」から情報を提供される形を取る。
- 担当は1週おきにジローラモとSHEILAが交代で担当。オープニングのテーマ曲は担当するパーソナリティーによって異なるものが使用されている。尚、2007年7月30日～8月3日（夏休み特別企画）及び、8月以降の最終週は2人で進行している。
- 1週間を通して、海外に居住しているOLが世界の都市事情を紹介。クルマ通勤しているOLをターゲットにしている。また、ダバディーが担当する週の放送では日本各地（ほとんどの週で東京の表参道）で行ったその日の話題に関連したインタビューの模様も流れる。
- 2005年8月からは番組の土曜版と称して、土曜日にポッドキャスティング配信を行っている（配信元のエキサイトにてブログも展開）。
- 2005年11月3日には「ホリデースペシャル」として『Honda LIFE presents GLOBAL MISSION～Safety Drive!Enjoy LIFE!～』が放送され（レギュラー放送未ネットのFMぐんま、radio CUBE FM三重でも放送）、ゲストにホンダ・ライフのCMソングを歌っていた山下達郎も登場した。
- 2006年11月3日から26日まで、「Honda Sweet Mission おでかけLifeキャンペーン」を行っているが、このキャンペーンは38局すべての局が参加しており、ネット上でホンダ・ライフがあたる懸賞も行っている。
- 番組終了後にはヒッチハイク枠としてサノフィアベンティス（2008年5月19日～30日にも放送）、アースコンシャス関連、クラリオンのCMが流れる。2007年12月にはジョージア缶コーヒー、2008年3月にはヨコハマタイヤ、2008年6月にはFIRE（2008年6月16日～27日）のCMも流れた。
- ジローラモは降板期間中、「イタリア支局に転勤」という設定になっている。なお、この降板時期にジローラモは同業他社である日産・ティーダのテレビCMに出演している（艶エクステリア篇、2007年5月～）。
- 探偵事務所「フラワーカンパニー」は、後継番組『Honda Smile Mission』にも設定が引き継がれ、SHEILAは本番組から引き続き「チーフ」として登場する。

## 備考
- 三重県で放送されていないのは、長年の慣例によるもの。ただ、三重県にはホンダが関わった鈴鹿サーキットやホンダの工場がある。
- 放送されていないどちらの地域も、この時間帯に放送されているスポンサーは日産のディーラーになっている。
- かつてこの時間帯は毎週ゲストを呼んでトークをするコーナーだった。（『MORNING FREEWAY』時代は『メルセデス・ベンツ・スーパーコラム（MBJスーパーコラム）』、6Sense時代は『FRONTLINE』）